# Hans Schaefer (Althistoriker)
Hans Schaefer (* 7. August 1906 in Breslau; † 23. September 1961 bei Ankara) war ein deutscher Althistoriker.

## Leben
Der Sohn des Physikprofessors Clemens Schaefer studierte zunächst an der Universität Bonn Jura und wurde Mitglied der katholischen Studentenverbindung KStV Arminia Bonn im KV. Schaefer wechselte dann nach Marburg und Leipzig, wo er Altertumswissenschaften studierte, vor allem Alte Geschichte bei Helmut Berve, bei dem er 1929 promoviert wurde. 1935 habilitierte sich Schaefer in Leipzig. Nach einer Lehrstuhlvertretung in Halle im Wintersemester 1935/36 erhielt er zum 21. April 1936 eine außerordentliche Professur in Jena, 1941 eine ordentliche Professur an der Universität Heidelberg. Gegen Ende des Zweiten Weltkriegs war er an der Reichsuniversität Straßburg tätig, kehrte dann aber auf den Heidelberger Lehrstuhl zurück. Von 1957 bis 1959 leitete Schaefer die Kommission für Alte Geschichte und Epigraphik. Er starb zusammen mit seinem Kollegen Jacques Moreau und den Heidelberger althistorischen Nachwuchswissenschaftlern Peter Sattler, Leo Teutsch, Martin Friedenthal, Christoph Meinhard Bulst, Hans Hermann Rohrbach, Roland Maier, Gerhard Müller und Siegfried Ries bei einem Flugzeugabsturz während einer Anatolien-Exkursion.
Den Schwerpunkt von Schaefers wissenschaftlicher Arbeit bildete die griechische Geschichte, vor allem die Staatstheorie. Seine 1932 veröffentlichte Dissertation stieß wegen ihrer begriffs- und geistesgeschichtlichen Ausrichtung auf Kritik; die Habilitationsschrift zu Herrscher und Volk im archaischen Griechentum blieb ungedruckt. Schaefer verfasste über 100 Artikel für Paulys Realencyclopädie der classischen Altertumswissenschaft, darüber hinaus war er ab 1951 Mitherausgeber des mehrteiligen Lehrbuchs für Geschichte für höhere Schulen Erbe des Abendlandes.
Zu Schaefers Doktoranden gehörten so bedeutende Gelehrte wie Walter Schmitthenner (1949), Hans Buchheim (1951), Dietmar Kienast (1953), Christian Meier (1956) und Ursula Vogel-Weidemann (1958). Im Unterschied zu ihrem akademischen Lehrer, der ihnen für die damalige Zeit ungewöhnlich große Freiheiten ließ, hatten sie Forschungsschwerpunkte im Bereich der römischen Geschichte.

## Schriften (Auswahl)
- Staatsform und Politik. Untersuchungen zur griechischen Geschichte des 6. und 5. Jahrhunderts. Dieterich, Leipzig 1932.
- Probleme der alten Geschichte. Gesammelte Abhandlungen und Vorträge. Herausgegeben von Ursula Weidemann und Walter Schmitthenner, Vandenhoeck & Ruprecht, Göttingen 1963.